# Manuello da Vallisnera
Emanuele Vallisneri (chiamato anche Manuello o Emanuello) (Vallisnera, 1250 circa – Vallisnera, 1330 circa) fu signore feudale e condottiero della famiglia Vallisneri.

## Biografia
Manuello Vallisneri viene nominato per la prima volta nel 1277, quando con altri prigionieri fugge dal carcere di Parma dopo aver corrotto le guardie.
Successivamente, tra il 1296 e il 1297, in nome del marchese Azzo VIII d'Este con altri uomini ribellatisi al Comune di Parma assalta e occupa il Castello di Corniglio. Il fortilizio dopo breve tempo viene assediato dalle truppe parmensi, guidate dal Capitano del popolo Uberto di Città del Castello, e riconquistato; Manuello e i suoi uomini si arrendono con l'onore delle armi.
Vent'anni dopo, quando Castruccio Castracani, signore di Lucca, conquista la Garfagnana e ottiene il 4 maggio 1323 la resa del Cerreto, di Valbona, Vaglie, Collagna, e Acquabona, Manuello, assieme a Simone da Dallo accetta la dedizione senza opporre resistenza. Sarà nel 1328, sopraggiunta la morte del Castracani, che Manuello rientrerà in possesso di tutte le sue terre.
In un atto del 1327 pretende che molte famiglie delle corti del Vescovo di Parma Ugolino de' Rossi, investite dei beni dai suoi ascendenti, gli prestino giuramento di vassallaggio; ma il Vescovo comprò da lui tutte le ragioni, eccetto quelle godute da suo figlio Lariollo in Nirone.
Nell'atto della grande divisione del 1357, avvenuta tra i rami della famiglia Vallisneri, Manuello figura già deceduto.